# Kristine Stiles

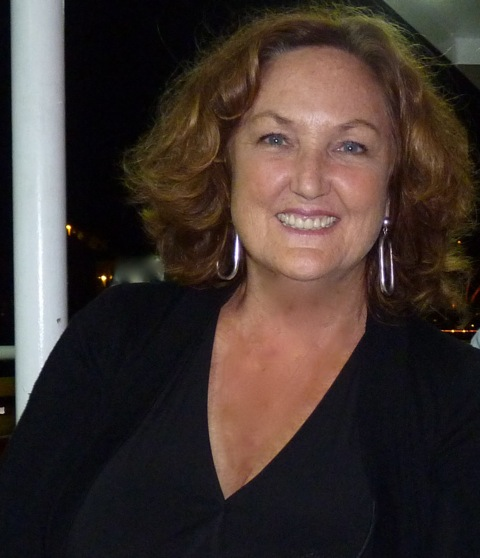
Kristine Stiles, Istanbul 2011

Kristine Stiles (* 1947) ist eine US-amerikanische Kunsthistorikerin, Künstlerin und Professorin für Kunst und Kunstgeschichte an der Duke University.

## Leben und Werk
Stiles studierte Kunstgeschichte an der University of California, Berkeley, und promovierte 1987 bei Peter Selz mit dem Thema: The Destruction in Art Symposium (DIAS). 2006 wurde sie ordentliche Professorin an der Duke University in Durham, North Carolina.
Ihre Forschungs- und Lehrschwerpunkte liegen bei moderner und zeitgenössischer Kunst, feministischer Kunst, Kunsttheorie und -kritik, sowie Trauma-Studien. Insbesondere hat sie sich durch zahlreiche Beiträge zu Performances, Aktionskunst, Geschlechterrolle und feministischer Kunst sowie Fluxus einen internationalen Namen machen können.
Das zusammen mit Peter Selz 1996 herausgegebene Werk Theories and documents of contemporary art. A sourcebook of artists’ writings gilt heute noch als Standardwerk zur Kunstgeschichte der zeitgenössischen Avantgarde.

## Schriften (Auswahl)
- Selected comments on destruction art. In: Alex Adriaansens (Hrsg.): Boek voor de instabiele media = Book for the unstable media. Stichting V2, 's-Hertogenbosch 1992, ISBN 90-90-04840-5, S. 43–75. Kurzfassung (Online).
- Theories and documents of contemporary art. A sourcebook of artists’ writings. University of California Press, Berkeley 1996, ISBN 0-520-20251-1.  (Auch: 2. edition, revised and expanded, 2012, ISBN 978-0-520-25374-2).
- Paul Schimmel: Out of actions. Zwischen Performance und Objekt 1949–1979. Mit Essays von Kristine Stiles u. a. Cantz, Ostfildern 1998, ISBN 3-89322-956-6. (Literaturverzeichnis S. 345–360). – Englische Ausgabe: The Museum of Contemporary Art, Los Angeles, Calif.; Thames and Hudson, New York 1998, ISBN 0-914357-56-5.
- The Painter as an instrument of Real Time. In: Carolee Schneemann: Imaging her erotics. Essays, interviews, projects.  MIT Press, Cambridge, Massachusetts 2003, ISBN 0-262-69297-X, S. 3f.
- Marina Abramovic. Phaidon, Berlin u. a. 2008, ISBN 978-0-7148-4802-0.
- Kristine Stiles (Hrsg.): States of mind. Dan & Lia Perjovschi. Nasher Museum of Art at Duke University, Durham, N.C. 2007, ISBN 978-0-938989-30-1.
- Kristine Stiles (Hrsg.): Carolee Schneemann: Correspondence course. An epistolary history of Carolee Schneemann and her circle. Duke University Press, Durham, N.C. 2010, ISBN 978-0-8223-4500-8.